# Douangboyee/Neezonee
Douangboyee/Neezonee är en klan i Liberia.   Den ligger i regionen Grand Gedeh County, i den centrala delen av landet, 230 km öster om huvudstaden Monrovia.